# Поселення Шанків Яр
Поселення Шанків Яр — пам'ятка археології в Дубенському районі Рівненської області. Розташоване на північно-західній околиці села Хрінники, в урочищі Шанків Яр, яке утворене лівим берегом Хрінницького водосховища.

## Відомості
Пам'ятка Хрінники 1 в урочищі Шанків Яр є багатошаровим поселенням, розташованим на корінній терасі лівого берега р. Стир приблизно за 1,75 км на північний схід від Хрінницької ГЕС. Археологічні пам'ятки біля с. Хрінники відомі з кінця XIX ст. і вперше згадані у працях В. Б. Антоновича у 1901 році. Розвідкові роботи навколо Хрінницького водосховища проводив І. К. Свєшніков у 1980-х роках.
Урочище Шанків Яр, що лежить між селами Хрінники та Набережне Дубенського району Рівненської області, археологи ґрунтовно досліджують з 1990-х років. Найбільш ранні знахідки в урочищі Шанків Яр датуються IV тисячоліттям до н. е. (мідний вік), а заключні етапи заселення цієї території датуються середньовіччям і охоплюють період від VII—VIII ст. до XV ст.

## Дослідження
Пам'ятку в урочищі Шанків Яр відкрили 1976 р. археологи Володимир Савич і Андрій Богуцький з Подільського палеолітичного загону Карпато–Волинської експедиції Інституту суспільних наук АН УРСР.
У 1989—1990 рр. суцільне археологічне обстеження навколо водосховища проводила Т. Л. Бітковська.
У 1993—2001 роках на пам'ятці в урочищі Шанків Яр в основному здійснювались рятівні роботи по периметру берегової лінії. Більшість робіт були сконцентровані на ділянці високої берегової тераси з досить рівною горизонтальною поверхнею. Вже тоді дослідникам пощастило натрапити на унікальні знахідки давніх сільськогосподарських угідь, жител, ям-погребів та споруд господарського призначення.
У 2010—2014 роках дослідження на багатошаровому поселенні в урочищі Шанків Яр були зосереджені у південній частині пам'ятки. Саме в цей період заклали розкопи.
Під керівництвом А. В. Панікарського 2015 року розпочався третій етап дослідження на території пам'ятки, який триває по цей час. З 2018 року експедицію очолює О. С. Милашевський.
За період вивчення пам'ятки розкопано площу понад 0,3 га, досліджено майже дві сотні різночасових об'єктів (від пізнього палеоліту до литовсько-польської доби).

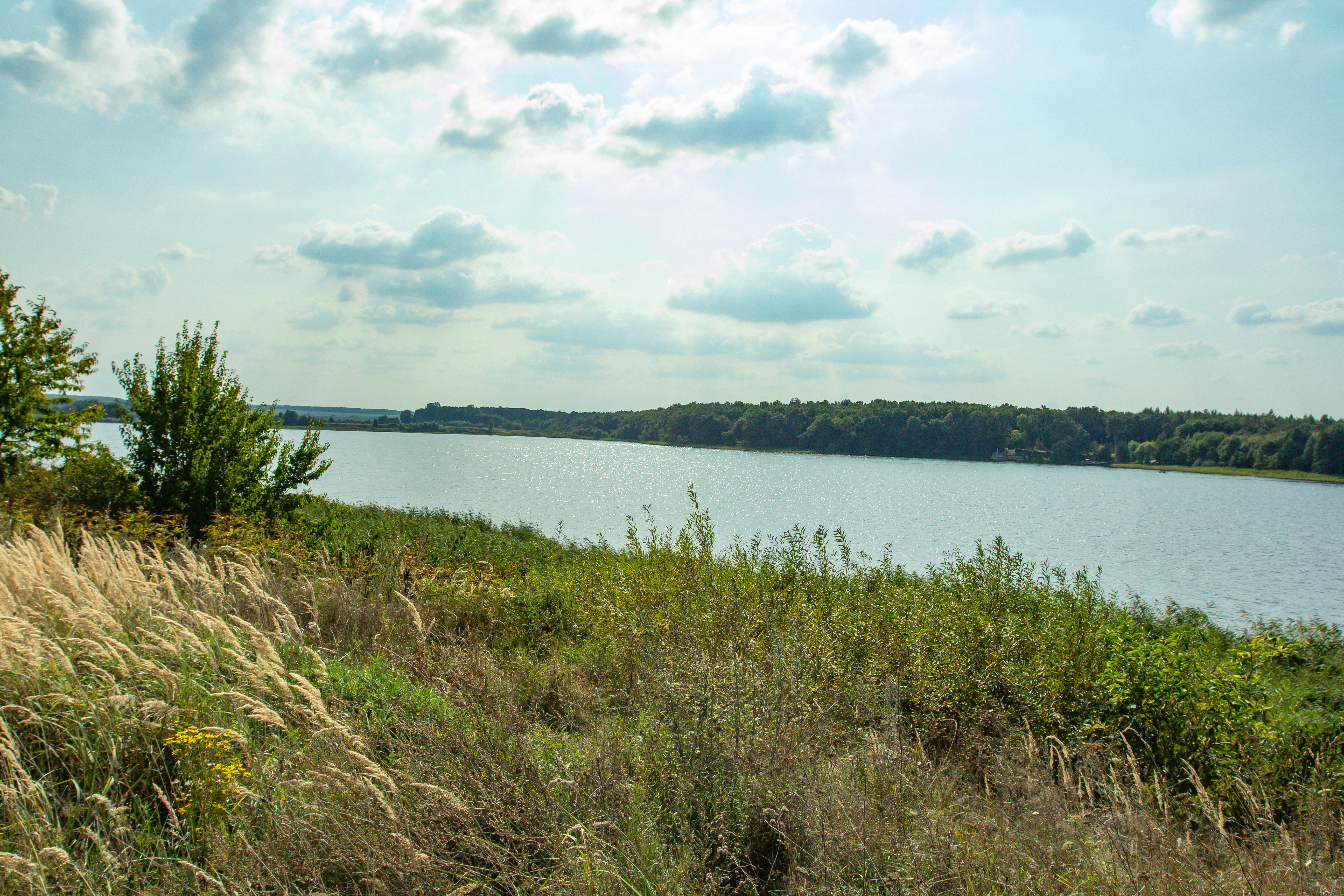
Панорама з вершини урочища Шанків Яр

Археологічна пам'ятка в урочищі Шанків Яр зацікавила не лише волинських археологів. Про неї написано багато наукових робіт, серед них монографія «Хрінники (Шанків Яр) — пам'ятка давньої історії Волині. Дослідження 2010-2014 рр.». Її автор — Денис Никодимович Козак (1944—2014), відомий археолог, професор, доктор історичних наук, який свого часу був заступником директора Інституту археології НАН України, головою ВГО «Спілки археологів України», завідувачем відділу археології ранніх слов'ян та регіональних польових досліджень.
Також у різні часи пам'ятку вивчали такі дослідники, як Богдан Прищепа, Віталій Шкоропад, Антон Панікарський, Олександр Милашевський, Олексій Златогорський, Сергій Панишко, Віталій Ткач, Григорій Охріменко, Віктор Баюк, Сергій Демедюк, Дмитро Дем’янчук, Віталій Затворніцький, Микола Собуцький, Юрій Харьковець та ін.
Археологічні знахідки з багатошарового поселення урочища Шанків Яр експонувалися на виставках з нагоди Днів науки 2012—2018 рр., організованих викладачами факультету історії, політології та національної безпеки Східноєвропейського національного університету імені Лесі Українки, а також у Волинському краєзнавчому музеї під час виставок «Втрачена хронологія: археологічні дослідження на Волині 2011 року» (2011), «Волинський слід археолога Дениса Козака» (2015).
5–17 вересня 2017 року в с. Хрінники відбулася міжнародна наукова конференція «Археологія Волині. Господарство. Ремесло. Культ», приурочена до 25-річчя археологічних досліджень на Хрінницькому водосховищі та присвячена пам'яті Деонізія Козака.
У 2019 році завдяки реалізації проєкту "Історичні екскурси в урочищі Шанків Яр" громадською організацією «Сприяння розвитку села», вдалося привернути увагу громадськості й місцевої влади до значного туристичного і рекреаційного потенціалу пам'ятки. Створено пересувну виставку, презентовано збірник матеріалів, проведено серію навчальних заходів та розроблено тематичний вебресурс http://shankivyar.org.ua/ [Архівовано 10 травня 2020 у Wayback Machine.]